# Соколкин, Сергей Юрьевич
Сергей Юрьевич Соколкин (23 сентября 1963, Хабаровск — 3 ноября 2021, Москва) — российский поэт, прозаик, переводчик, автор песен. Заслуженный работник культуры Российской Федерации (2012).

## Биография
Родился в 1963 году в Хабаровске в квартире деда — Коротеева Александра Дмитриевича, генерала Советской армии, заместителя командующего Дальневосточным военным округом. Родители писателя были инженерами. С детства мечтал стать военным лётчиком, но медицинская комиссия вынесла отрицательный вердикт, обнаружив маленький рубец на внутренней мембране правого уха.
В 1985 году окончил Механико-машиностроительный факультет Уральского Политехнического института имени С. М. Кирова, два года работал инженером в Уральском научном центре Академии наук СССР. Публиковался в местных газетах. В двадцать два года приехал в Москву, специально чтобы показать свои стихи Юрию Кузнецову, общение с которым (а также с Борисом Примеровым и Николаем Тряпкиным) в дальнейшем оказало сильное влияние на его творчество. Первые крупные публикации были в журналах «Урал» (с предисловием Льва Ошанина) и «Уральский следопыт» в 1987 году. В том же году поступил в Литературный институт имени А. М. Горького (семинар Льва Ошанина).
Атмосфера в Литинституте была достаточно демократичная, поэтому Соколкина в эти «предреволюционные» годы чаще можно было увидеть декламирующим свои стихи и собирающим огромные толпы на Арбате, чем протирающим штаны в душных аудиториях (хотя лекции удивительных преподавателей В. П. Смирнова, В. Л. Махнача, Ю. В. Томашевского он старался не пропускать). Ректор института, будущий Министр культуры Российской Федерации — Евгений Сидоров хоть и не разделял его взглядов, но понимающе относился к такому выплеску эмоций и выражению гражданской позиции. После окончания Литинститута в 1992 году Соколкин устраивается работать заведующим отделом критики, а потом поэзии и культуры газеты «День» («Завтра»).
В 1993 году, при проведении журналистского расследования о поступлении в Москву оружия, был арестован и месяц провёл в Бутырской тюрьме, что имело большой резонанс как в патриотической, так и в либеральной прессе. Письма в поддержку Соколкина написали Виктор Розов, Владимир Солоухин, Александр Проханов, Юрий Кузнецов, Владимир Бондаренко, Лариса Баранова-Гонченко, Сергей Есин, Михаил Бекетов (будущий защитник Химкинского леса, с которым Соколкин потом много лет дружил — вплоть до его трагической гибели), Александр Казинцев, Владимир Гусев, Николай Мишин, Игорь Ляпин и многие другие. Участвовал в событиях 21 сентября — 4 октября 1993 года в Москве, был у Останкино и Белого дома (Верховного Совета РСФСР), где в трагические дни октября 1993 года находилась вся редакция газеты «День». Данные события описал в своём романе «Rusкая чурка».
Митрополит Санкт-Петербургский и Ладожский Иоанн (Снычёв), знакомый с писателем, молился за него в эти трагические дни. Вручил ему плакат со своей фотографией и книгу «Проповеди» с дарственной надписью: «Дорогому Сергею Соколкину на добрую память и для научения в благочестии — от автора. Иоанн, Митрополит С-Петербуржский и Ладожский».
Соколкин создал в камере цикл любовной лирики «У меня на тюрьме», который тут же напечатали несколько периодических изданий. В 1994 году под эгидой «Фонда содействия ЮНЕСКО» и при помощи Зураба Церетели вышла его книга «Ангел в окровавленной слезе», имевшая достаточно большой по тем временам резонанс.
В 1994 году Сергей Соколкин стал первым лауреатом Международной литературной премии имени Андрея Платонова «Умное сердце».
С 1997 года начал писать песни. Песни на его стихи поют более 60 российских исполнителей, среди них — Лариса Долина, Ирина Аллегрова, Филипп Киркоров, Александр Буйнов, Александр Малинин, Лев Лещенко, Валентина Толкунова, Ирина Салтыкова, Борис Моисеев, группа «А’Студио», группа «Фейсконтроль». Многие песни стали всероссийскими шлягерами, звучали на радио и ТВ, исполнялись в Государственном Кремлёвском дворце, ГЦКЗ «Россия» на торжественных мероприятиях по случаю Дня милиции, Нового года, Дня работника органов безопасности Российской Федерации.
В 2004 году Сергей Соколкин организовал девичью патриотическую вокальную группу «Фейсконтроль». Неоднократно бывал с концертами в «горячих точках» — Чечне, Осетии, Дагестане, Приднестровье, Ливане. Объездил с ней почти всё постсоветское пространство, побывал более чем в 30 городах. Участвовал вместе со своей вокальной группой «Фейсконтроль» (лауреат Премии «За возрождение России» в номинации «Лучший музыкальный коллектив 2005») в праздничных мероприятиях Президентского Полка, Кантемировской дивизии, Софринской бригады, ОП милиции МО, Культурного Центра МВД, 27 отд. Гв. ОМСБр, Московского ОМОНа, фонда «Возрождение отечества», многих войсковых частей и частей ВВ МВД РФ, нескольких Управ Москвы (проведено около 200 концертов) и так далее.
В 2008 году побывал с делегацией Мосгордумы с шефскими концертами в 76-й гвардейской десантно-штурмовой Краснознаменной дивизии (Псков).
После новогоднего штурма Грозного, Соколкин первым выпустил интервью с великим танцовщиком, чеченцем, Махмудом Эсамбаевым, напечатанное в газете «Завтра» и перепечатанное впоследствии другими изданиями. Дружил с М. Эсамбаевым до конца его дней. Несколько раз в Москве встречался с Расулом Гамзатовым, но близко знаком не был.
В 2011 году после участия в 25-х Юбилейных Гамзатовских днях организовал в Москве Просветительский проект народного единства и международный фестиваль народного единства (Дружбы народов) «Белые журавли России», став председателем оргкомитета фестиваля, а позже председателем правления. В разные годы письма приветствия фестивалю направляли: Президент Дагестана Магомедсалам Магомедов (2012), Глава Дагестана (до этого депутат Государственной Думы) Рамазан Абдулатипов (2012—2015), Глава Ингушетии Юнус-Бек Евкуров (2012—2015), депутат Государственной Думы Геннадий Зюганов (2012), Глава Кабардино-Балкарии Юрий Коков (2015), а в 2015 году также Валентина Матвиенко, Владимир Мединский, Дмитрий Ливанов, Игорь Баринов, Михаил Швыдкой, Фёдор Конюхов, Александр Маргелов и многие другие.
Многие из них вошли в Попечительский совет Просветительского Проекта Народного единства. 12 мая 2016 года Просветительский Проект «Белые журавли России» награждён Почётным знаком Российского государственного военного историко-культурного центра при Правительстве Российской Федерации «За активную работу по патриотическому воспитанию граждан Российской Федерации». В декабре 2017 года на осуществление Просветительского Проекта народного единства «Белые журавли России» Соколкин С. Ю. получил грант Президента РФ на развитие гражданского общества.
Соколкин член Союза писателей России с 1994 года. Секретарь Союза писателей России с 2018 года (избран на 15 Съезде СП России).
В 2018 году побывал с выступлениями в Сирии, Донецкой Народной Республике, Луганской Народной Республике, также привез туда книги, презентовал Антологию современной патриотической и военной песни России «Работайте, братья!». Стал членом Союза писателей ЛНР и членом Союза писателей ДНР.
Соколкин являлся членом Общественного Совета ГУВД МО. В 2009 году был избран членом Президиума МГО Союза писателей России. В 2011 году активно выступил против продажи медалей графоманам руководством Московской городской организации Союза писателей России.

«Проханов считает, что и Поляков, и Прилепин могут возглавить Союз писателей России и вытащить его из пропасти… Кстати, я бы список Проханова расширил, включив в него Юрия Козлова, Сергея Соколкина, Николая Коляду, Алису Ганиеву, Сергея Шаргунова…»— Вячеслав Огрызко, главный редактор газеты «Литературная Россия», № 12, 22 марта 2013
С 2010 года является Председателем Дискуссионного клуба «Русский Космос» при Центральном доме литераторов. Возглавил две «Комиссии (2008) по литературному наследию» Бориса Примерова (при СП России) и Николая Тряпкина (при МГО СП России). Писал об этих поэтах, проводил вечера их памяти, участвует в выпуске их книг. Академик и член-корреспондент нескольких общественных Академий (в частности, 15 октября 2014 был избран академиком Общественной Академии наук, культуры, образования и бизнеса Кавказа).
С 2012 года Председатель редколлегии газеты «Модус вивенди» (Образ жизни).
Скончался 3 ноября 2021 года от коронавирусной инфекции.

## Семья
Был женат. Имел сына и дочь.

## Творчество

### Книги стихов
- «Под Перестройкою — как под статьёй, или Люблю я СССР, но странною любовью» (Москва, «Арбатиздат», 1989, 1990; Москва, «Палея», 1991).
- «На высохшем корне листок» (Москва, «Палея», 1991).
- «Во тьме земного бытия» (Москва, «РБП», 1994).
- «Ангел в окровавленной слезе» (Москва, «Палея», 1994), издана при поддержке З. К. Церетели.
- «Я жду Вас потом» (Москва, ЦСЛ, «Русский Гулливер», 2009).
- «Русские борзости, или И сказал мне дядя Ваня» (Москва, «Новый ключ», 2009).
- «Соколиная книга» (Москва, «Время», 2009).
- «Живут в Дагестане горцы-аварцы» (книга переводов стихов) (Москва, «PubMixRus», 2013).
- «Молитвы в дагестанском небе» (книга переводов стихов) (Москва, «Российский писатель», 2013; переиздание — Москва, «У Никитских ворот», 2015; Москва, «Белые журавли России», 2018).
- «Возопившие камни» (Москва, «Российский писатель», 2013).
- «Работайте, Братья!» Антология современной патриотической и военной песни России (автор идеи, автор-составитель, редактор, переводчик, автор текстов, издатель) (1 издание — Москва, НФПП, 2017; 2 издание — Москва, «Белые журавли России», 2018; 3 издание — Москва, «Творческий центр реализации культурных проектов» (Приветственное слово — 1-й зам. Руководителя Администрации Президента РФ С. В. Кириенко), 2019; 4 издание — Москва, «Творческий центр реализации культурных проектов» (Приветственное слово — Председатель СФ ФС РФ В. И. Матвиенко), 2020.

### Книги прозы
- Роман-поэма «Rusкая чурка» (Москва, Рипол-классик, 2014; переиздание — Москва, Рипол-классик, 2015).

### На страницах газет — стихи, проза, статьи
- «День» (стихи, статьи, интервью, заметки — более 40 публикаций)
- «Завтра» (стихи, статьи, интервью, заметки — более 200 публикаций)
- «Литературная газета»
- «Независимая газета»
- «Литературная Россия»
- «День литературы»
- «Аль-Кодс»
- «Общеписательская литературная газета»
- «Московский железнодорожник»
- «Московский литератор»
- «Комильфо»
- «Московский комсомолец»
- «Комсомольская правда»
- «Юридическая газета»
- «Подольский рабочий»
- «Литература и общество» — приложение «Есенинский бульвар» (Болгария)
- «Российская газета»
- «Российский писатель»
- «Правда»
- «Советская Россия»
- «Уральский рабочий»
- «Вечерний Свердловск»
- «На смену»
- «Модус вивенди»
- «Слово»

### На страницах журналов — стихи и статьи
- «Урал»
- «Уральский следопыт»
- «Наш современник»
- «Аврора»
- «Молодая гвардия»
- «Смена»
- «Поэзия»
- «Московский вестник»
- «Простор»
- «Дон»
- «Новый хит»
- «Изборский клуб»
- «Работа & зарплата»
- «Дети РА»
- «Приокские зори»
- «Литературный Дагестан»
- «Гьудуллъи» («Дружба»)
- «Дагестан»

### Стихи в альманахах
- «День поэзии»
- «Истоки»
- «Академия поэзии 2008»
- «Академии поэзии 2009—2010»
- «Академия поэзии 2011»
- «Академия поэзии 2012»
- «Академия поэзии 2013»
- «Академия поэзии 2014»
- «Литрос»
- «Неизбывный вертоград»
- «Золотое руно»
- «Второй Эклектичный альманах»
- Православный календарь «Год души»
- «Парад литератур 2018»

### Стихи в коллективных сборниках, антологиях
- «Офицерский романс»
- «Во имя Матери»
- «Москва златоглавая»
- «Ты припомни, Россия, как всё это было»
- «Звать меня Кузнецов. Я один»
- «Московские салюты»
- «Поклонимся великим тем годам»
- «И мы сохраним тебя, русская речь, великое русское слово!..» Классики и современники о русском языке
- «Я был бессмертен в каждом слове»

### Стихи и статьи на интернет-сайтах
- «Журнальный зал»
- «Стихи.ру»
- «Проза.ру»
- «Литература 21 века»
- «Русская поэзия 20 века (вторая половина)»
- «МГО СП России»
- «Московские писатели»
- «Союз писателей России»
- «Библиотека поэзии Снегирёва»
- «Альтернативная библиотека Александры Барвицкой»
- «Молоко»
- «Земляки»
- «ЖЖ»
- «Ирина Аллегрова»
- «Александр Малинин»
- «Поэзия сопротивления»
- «Стихи о России»
- «Литературная губерния»
- «Полярная звезда»
- «Коммунар-пресс»
- «Литературная жизнь Москвы»
- «Планета КОБ»
- «Поэзия в библиотеки FictionBook»
- «Фейсконтроль.ру»
- «Захар Прилепин. Официальный сайт. Стихи Захару»
- Библиотека Руслит
- Литпотрал

### Песни в исполнении артистов эстрады
Песни, написанные Соколкиным за это время (1998—2003), выпущены более чем на 500 CD-дисках.

## Мнения о творчестве
О Соколкине неоднократно писали центральные и московские газеты: «Литературная газета», «Московский комсомолец», «Аргументы и факты», «Литературная Россия», «Комсомольская правда», «День», «Завтра», «День литературы», «Московский железнодорожник», «Работа и зарплата», «Куранты», «Частная жизнь», «Удобная газета», "Мегаполис-Экспресс и другие.

## Премии
- Первый лауреат Международной литературной премии им. Андрея Платонова «Умное сердце» (1994)
- Дважды лауреат телефестиваля «Песня года 1998» (песня «Три розы» (исп. Лариса Долина) и песня «Певица и музыкант» (исп. Лариса Долина)
- Лауреат (Гран-при) Московского конкурса пожарной песни (1999)
- Дважды лауреат телефестиваля «Песня года 2001» (песня «Аккордеон» (исп. Ирина Аллегрова) и песня «Я скучаю по тебе» (исп. Ирина Салтыкова))
- Лауреат телефестиваля «Песня года 2002» (песня «Тату» (исп. Борис Моисеев))
- Финалист телефестивалей «Песня года 2003—2004» (песня «Долюби любовь» (исп. Ирина Аллегрова) и песня «Девочка и шампанское» (исп. Александр Буйнов))
- Лауреат конкурса МГО СП России «Лучшая книга 2008—2010» с вручением приза "За вклад в русскую литературу (2010)
- Лауреат шестого Национального литературного конкурса «Мила Родино» (Болгария) (2011)
- Первый лауреат Всероссийской литературной премии им. Н. С. Лескова «Очарованный странник» (2011)
- Лауреат одиннадцатой Артиады народов России (в номинации «Литература. Лига мастеров. Гильдия профессионалов».) (2012)
- Лауреат литературной премии «Золотая осень» им. С. А. Есенина с вручением одноимённого ордена (2014)
- Роман «RUSКАЯ ЧУРКА» номинировался издательством «Рипол Классик» на премию «Большая книга» (2014)
- Роман «RUSКАЯ ЧУРКА» вошёл в короткий список премии «Золотой Дельвиг»[6] (2014)

## Награды
- Заслуженный работник культуры Российской Федерации, Указ Президента РФ В. В. Путина № 733, от 25 мая 2012 года
- Заслуженный работник культуры Республики Ингушетия. Указ Главы РИ М. М. Калиматова № 72, от 29 апреля 2021 года.
- Премия ФСБ России (номинация «Музыкальное искусство», поощрительный диплом, 2007) — за песню «Русские солдаты» (совместно с композитором Александром Лукьяновым).
- Памятная медаль «Патриот России», Росвоенцентр при Правительстве РФ,
- Почётная грамота Министерства культуры Российской Федерации «За большой вклад в развитие культуры»,
- Благодарность Министра культуры Российской Федерации «За большой вклад в развитие культуры»,
- Почётная грамота Министерства связи и массовых коммуникаций РФ «За высокое профессиональное мастерство и многолетний плодотворный труд»,